# سلطان صاحبقران (مجموعه تلویزیونی)
سلطان صاحبقران نام یک مجموعه تلویزیونی تاریخی است که در سال ۱۳۵۴ توسط علی حاتمی و برای تلویزیون ملی ایران ساخته شده است.
طرح این مجموعه تلویزیونی را علی حاتمی با توجه به اشتیاقش به بازگویی تاریخ معاصر ایران و علی‌رغم شکست تجاری آخرین فیلم تاریخی اش، «ستارخان»، همزمان با مجموعه تلویزیونی «قصه‌های مثنوی»، به شبکه دوم تلویزیون ملی ایران ارائه داد تا بدین وسیله به روایت مقطع مهمی از تاریخ معاصر ایران بپردازد.
این مجموعه تلویزیونی در سیزده قسمت و به طریقهٔ سیاه و سفید توسط تلویزیون ملی ایران تهیه گردید و نخستین بار در تاریخ پنج‌شنبه ۱۵ آبان ۱۳۵۴ از شبکه دوم تلویزیون ملی ایران به نمایش درآمد و سپس یک بار دیگر در ۷ تیر ۱۳۵۶ از سیمای ایران پخش گردید.
بعد از انقلاب ۱۳۵۷ ایران، این مجموعه تلویزیونی از هیچ‌یک از شبکه‌های تلویزیونی ایران بازپخش نشد. در اوایل سال ۱۳۸۶ محمدمهدی دادگو، تهیه‌کننده سینما اعلام کرد که قصد دارد دو نسخه سینمایی «امیرکبیر» و «میرزا رضا کرمانی» را از مجموعهٔ «سلطان صاحبقران»، تدوین و روانه پرده سینماها کند. امّا در تیرماه ۱۳۸۶ زری خوشکام، همسر علی حاتمی، مخالفت خود را با بازسازی این دو فیلم سینمایی از مجموعه تلویزیونی «سلطان صاحبقران» اعلام کرد.

## خلاصه داستان
داستان از روز دوازدهم ذیقعده سال ۱۳۱۳ (قمری) آغاز می‌شود. زمانی که ملیجک (پرویز فنی‌زاده) که نور چشمی سلطان محسوب می‌شود، سلطان ناصرالدین‌شاه قاجار (جمشید مشایخی) را از خواب بیدار می‌کند تا مهیّای جشنها و مراسم مربوط به پنجاه سالگی سلطنتش شود. امّا ناصرالدین شاه به خاطر پیش‌بینی منجم باشی دربار که پیش‌گویی کرده است که پس از پنجاه سال سلطنت ممکن است که علیه جان وی سوء قصدی صورت بگیرد، نگران است.
او اعلام می‌کند که مایل نیست کسی را ملاقات کند، و سپس رئیس نظمیه و حکیم‌باشی و برخی درباریان را به حضور می‌پذیرد و برای سرگرمی صورت ملیجک را نقاشی می‌کند و به مرور خاطرات خویش می‌پردازد. این‌طور که پیداست شاه از برخی کارهای گذشته خود از جمله به خصوص از رفتاری که با میرزاتقی خان امیرکبیر (ناصر ملک‌مطیعی) داشته و او را پس از برکنار کردن از صدراعظمی، به قتل رسانده است، پشیمان است. به تدریج وی به رؤیایی که ما آن را با فلاش بک می‌بینیم، فرومی‌رود و در ذهن خویش کمک‌ها و راهنمایی‌هایی را که امیرکبیر برای بر تخت نشاندن او انجام داده و روز انتصاب امیرکبیر به صدراعظمی و نیز ازدواج او با خانم عزت‌الدوله (زری خوشکام) تنها خواهر تنی شاه را به خاطر می‌آورد.
امّا اندکی بعد مهد علیا، مادر ناصرالدین شاه (ایرن)، با داماد خویش، امیرکبیر، به دشمنی و لجاجت برمی‌خیزد و نزد دخترش عزت‌الدوله (زری خوشکام)، که به دیدار او آمده است، از امیر بدگویی و گلایه می‌کند. عزت‌الدوله می‌کوشد اختلافات شوهرش امیرکبیر با مادر خود، مهد علیا را برطرف کند که موفق نمی‌شود. نهایتاً عزت‌الدوله همسرش را در جریان حوادث پشت پرده قرار می‌دهد و امیر را از نقشهٔ شومی که مادرش مهدعلیا، علیه او چیده است، آگاه می‌سازد.
در این اثنا میرزا آقاخان نوری (جهانگیر فروهر) که به جرم اختلاس به کاشان تبعید شده بود نیز، نقض قانون کرده و بدون رُخصت وارد تهران می‌شود و از ترس واکنش امیر نظام و برای فرار از مجازات بست می‌نشیند. امّا میرزاتقی خان امیرکبیر برای پایان دادن به بست‌نشینی میرزا آقاخان زنجیرهایی را که او خود را با آن بسته است پاره می‌کند.
در مقابل میرزا آقاخان نوری نیز با نفوذ به سفره خانهٔ مهدعلیا (مادر شاه) راه تأثیر بر تخت سلطنت را می‌یابد و شروع به توطئه چینی علیه امیرنظام می‌کند. او ضمن تبانی با مهدعلیا، با وی هم پیمان می‌شود تا دشمن مشترک خود، امیرکبیر، را از میان بردارند. توطئه‌ای که سرانجام به نتیجه می‌رسد و ناصرالدین شاه را به برکناری و سپس قتل امیرکبیر وادار می‌سازد. میرزا آقاخان که خود را با همین قبیل اقدامات تا مقام صدراعظمی بالا کشانده است، تحت‌الحمایهٔ سفارت انگلیس به‌شمار می‌آید و پس از بازگشت قبلهٔ عالم از سفر، با خدعهٔ جهان‌خانم (مهد علیا) که خود را محتضر و رو به موت نشان می‌دهد و بدینسان ترحم شاه را برای میرزا آقاخان جلب می‌کند، مورد عفو ملوکانه قرار می‌گیرد.
قسمتهای دیگر مجموعه تلویزیونی به ماجرای قتل امیرکبیر در حمام فین کاشان، موضوع روابط عجیب شاه با ملیجک (پرویز فنی‌زاده)، ماجرای ترور شاه در بارگاه شاه عبدالعظیم بدست میرزا رضا کرمانی (سعید نیک‌پور)، جریان بازپرسی و سین جیم یا استنطاق میرزا رضای کرمانی و… پرداخته است.

## بازیگران
- ناصر ملک‌مطیعی، در نقش امیرکبیر
- جمشید مشایخی، در نقش ناصرالدین‌شاه قاجار
- زری خوشکام، در نقش عزت‌الدوله، خواهر تنی ناصرالدین‌شاه و همسر امیرکبیر
- پرویز فنی‌زاده، در نقش ملیجک
- ایرن زازیانس، در نقش مهد علیا، مادر ناصرالدین‌شاه
- سعید نیک‌پور، در نقش میرزا رضا کرمانی
- جهانگیر فروهر، در نقش نظم‌الدوله و میرزا آقاخان نوری
- محمود نوربخش در نقش سفیر روسیه و از وزرا دربار ناصرالدین شاه
- سعید امیرسلیمانی
- صادق بهرامی در نقش میرزاحسنخان
- سعید پورصمیمی
- کنعان کیانی
- اسماعیل داورفر
- مرتضی احمدی در نقش امین‌خلوت
- مهری ودادیان در نقش همسر میرزا رضا کرمانی
- مرضیه برومند در نقش یکی از زنان حرم
- عباس دسترنج
- سیروس حسن‌پور
- رضا بابک

## عوامل تولید
- کارگردان: علی حاتمی
- فیلمنامه‌نویس: علی حاتمی
- فیلمبردار: علی‌رضا مجاوری
- سرپرستان گویندگان: ناصر طهماسب، کنعان کیانی
- تدوینگر: موسی افشار[۵]
- موسیقی متن: واروژان
- لابراتوار: تلویزیون ملی ایران (ناصرالدین شهراد، رضا همتی، عوض مرادی)
- عکاس: جعفر اکبری
- طراح صحنه و لباس: علی حاتمی
- چهره پرداز: ناصر لاله زاری، جلال الدین معیریان
- تهیه‌کننده: تلویزیون ملی ایران
- دستیار تهیه‌کننده: حسن ارتباطی

## آهنگساز
- واروژان
- محسن هرندی[۶][۷]

## دربارهٔ مجموعه تلویزیونی
خود علی حاتمی، دربارهٔ اینکه چرا دوران قاجاریه و به ویژه دورهٔ سلطنت ناصرالدین‌شاه قاجار را برای روایت خویش از تاریخ ایران برگزیده است، در طی مصاحبه‌ای چنین می‌گوید:
«... به جرأت می‌تونم بهتون بگم که حسّ من، ریتم من و ضرباهنگ کارهای من برای زندگی دوره قاجار خیلی مناسب تره تا زندگی امروز!... ، یعنی من اگر یک قصه یا فضایی مربوط به زندگی در دورهٔ قاجار باشه، خیلی به هرحال باهاش نزدیکی بیشتری احساس می‌کنم…
شاید یکی از دلایلش این باشه که بعد از قاجاریه واقعاً یک مقداری هویت ملی ما به جبر، و نه به صورت یک جریان عادی و طبیعی تغییر کرد…».
حاتمی در «سلطان صاحبقران»، ناصرالدین‌شاه قاجار را آدمی بی کفایت، نالایق و ترسو به تصویر کشیده و دربار و هیئت وزیرانش را مکان تجمع عده‌ای خود فروخته، وابسته و سرسپرده بیگانگان نمایانده است. گرچه این طرز معرفی قاجاریه که در دوران سلطنت محمدرضا شاه پهلوی صورت می‌گیرد، با توجه به دشمنی پهلوی‌ها با قاجاریه طبیعی به نظر می‌رسد، امّا برخی تولید و پخش چنین مجموعه تلویزیونیی را در اوج اقتدار رژیم محمدرضاشاه و اشارهٔ بی پروای مضمون مجموعه تلویزیونی به بی‌لیاقتی و فساد پادشاهی را اقدامی شجاعانه از جانب حاتمی و دیگر سازندگان «سلطان صاحبقران» توصیف می‌کنند. بخصوص که تولید و پخش این مجموعه تلویزیونی درست در شرایطی صورت گرفت که محمدرضاشاه و درباریانش در صدد برگزاری جشن‌های پنجاهمین سال سلطنت پهلوی بودند و این موضوع با توجه به تصویر مضحکه آمیز و کاریکاتور گونه‌ای که حاتمی در مجموعه تلویزیونی «سلطان صاحبقران» از جشن‌های پنجاهمین سالگرد سلطنت ناصرالدین‌شاه قاجار ارائه می‌دهد، جالب توجه به نظر می‌رسد.

## فرازها و دیالوگ‌های به یادماندنی
از نقاط قوّت آثار علی حاتمی دیالوگهای زیبا و پرمفهوم و حساب شدهٔ کارهای اوست که نمونه آن در مجموعه تلویزیونی سلطان صاحبقران هم به وفور به چشم می‌خورد. در ذیل به فرازهایی از این مجموعه تلویزیونی که حاوی برخی از این نمونه دیالوگهاست، اشاره می‌شود:
میرزا آقاخان نوری (جهانگیر فروهر)، که قدم به قدم مهد علیا، مادر شاه (ایرن) را برای تحریک پسرش به خلع ید و برکناری امیرکبیر (ناصر ملک‌مطیعی) و سپس قتل او، هدایت می‌کند، در یکی از دیدارهایش با مهد علیا به وی می‌گوید:
«... لازم نیست تظاهر کنید که راست می‌گویید، کلام راست بی تأثیر است!... اگر شنونده را بیفکنید در بند شک، رهاییش ناممکن است!... ، قبله عالم را در باب امیر نظام دو دل نگه دارید… سفره دلتان را که می‌گشایید، حرفتان را به چاشنی حدس و گمان بیامی‌زید که شنونده برایش، سخن مطبوع باشد… در پرده سخن بگویید!... بگویید امیرکبیر دوستدار سلطان نیست، خواهان سلطنت است!... گریه را هم فراموش نکنید که فایده عمومی دارد!؟: هر قطره‌ای که فرو بریزید، زهری است به کام امیر نظام!.....».
«... می‌خواهند شما را بینند. فردا وقت داده‌اند. شمشیر و حمایل مرحمت کرده‌اند..».
در صحنه‌ای دیگر از این مجموعه تلویزیونی، امیرکبیر در مقابل ناصرالدین شاه، زبان به اعتراض می‌گشاید و می‌گوید:
«... عرضم این است: سفارت انگلیس به میرزا آقاخان ورقه تحت‌الحمایگی داده. میرزا آقاخان مرد خودفروشی است که باید در تبعید باشد و نقض حکم کرده، به دلخواه خود آمده است به تهران. دولت ما به یک آدم خود فروش گفته است برود به تبعید و سفارت انگلیس گفته است نه!، این‌جا باشد بهتر است..».
اما شاه در پاسخ امیرنظام می‌گوید:
«... خودتان را برای این مقولات خسته نکنید، بگذارید این خودفروش باشد پیش آن جماعت خودخواه!، از جهت این که کسب دولت از رونق نیفتد، جنس باید جور باشد. ریز و درشت لازم است!.. ، در میان زنان حرم هم اگر زن‌های زشت نباشند، سوگلی جلوه نمی‌کند!..».
اما در عین حال در جای دیگر همین شاه قاجار وقتی وابستگی میرزا آقاخان به انگلیس عیان می‌شود و به قول خودش: «دیگر ریشش در می‌آید!» به وی کنایه می‌زند و میرزا آقاخان را خود انگلیس می‌داند. بدین ترتیب که در پاسخ میرزا آقاخان که گفته است: «در این‌گونه موارد است که کم‌کم حسن نیت دولت انگلیس بر شما روشن می‌شود!»، می‌گوید:
«... برای شما که زیاده از حد روشن شده، جناب سفیر!... نمی‌دانم چرا گاهی شما را با سفیر انگلیس اشتباه می‌کنم. جناب صدراعظم!؟..».
در یک صحنهٔ دیگر، هنگامیکه «علیخان» و سایر عمّال حکومت برای اجرای فرمان شاه و قتل امیرکبیر به حمام فین کاشان رفته‌اند، امیر نظام قبل از اجرای حکم به آنها می‌گوید:
«... مرگ حق است امّا به دست شما بسی مشکل!.. امّا شوق از میان شما رفتن مرگ را آسان می‌کند..».
«... مقدّر است امروز لباس نو بپوشم، امّا اگر می‌توانی درد و غم را هم از تن من بشوی!..».
در فراز دیگری از مجموعه تلویزیونی، میرزا رضای کرمانی در بخشی از بازجویی اش در پاسخ نظم‌الدوله که می‌پرسد: «چه شد به جای کامران میرزا که به تو ظلم کرده بود، ناصرالدین شاه را کشتی و گله‌ای را بی چوپان کردی!؟..». می‌گوید:
«... آخر این گله‌های گوسفند شما، مرتع لازم دارند که چرا کنند تا شیرشان زیاد شود که هم به بچه‌های خود بدهند و هم شما بدوشید!.. ، نه این که متصل تا شیر دارند بدوشید، شیر که ندارند گوشت تنشان را ببرید!. چرا باید یک آدم فقیر، زن منحصر به فرد خود را طلاق بدهد ولی دیگران صد تا صد تا زن بگیرند؟!... نتیجه ظلم همین است که می‌بینید. همه اهل این شهر می‌دانند و جرئت نمی‌کنند بگویند و آن‌قدر آدم در دلش می‌ریزد که یکباره دیوانه می‌شود!..».
میرزا رضای کرمانی در جای دیگر نیز، وقتی نظم الدوله برای تحقیر و عصبانی کردنش می‌گوید: «... الان سید (مقصودش سید جمال‌الدین اسدآبادی است) داره به ریش تو می‌خنده!..». جسورانه پاسخ می‌دهد:
«... اگر سید به ریش من می‌خنده، لابد ریش من خنده داره! !..».